# Le Retour des Princes français à Paris

Le Retour des Princes français à Paris fut, de 1815 à 1830, de facto l'hymne national du royaume de France durant la Restauration, il fut chanté par François Lay dit Lays, le 3 avril 1814 à l'Opéra en présence du Roi Louis XVIII et des Princes. La mélodie se base sur l'air d'une vieille chanson, Vive Henri IV !, que tous les Français connaissaient alors par cœur.
Les paroles, composées à la va-vite, sont restées anonymes.

## Paroles
La paix ramène

Tous les Princes Français

Chantons l’antienne,

Aujourd’hui désormais

Que ce bonheur tienne

Vive le Roi ! Vive la Paix !

Vive la France

Et les sages Bourbons

Plein de clémence,

Dont tous les cœurs sont bons !

La Paix, l’abondance

Viendront dans nos cantons.

Quelle joie extrême

Vive, vive d’Artois !

Duc d’Angoulême !

Chantons tous à la fois

Louis dix-huitième,

Descendant de nos rois !

Le diadème

De France est pour un Roi,

Notre vœu même

Est la raison pourquoi,

Oui, Louis nous aime,

Vive, vive le Roi !

Plus de tristesse,

Vive, vive Louis !

Princes, princesses,

Nous sommes réjouis,

Que les allégresses

Règnent dans tous pays !